# La Loi de Murphy (film, 2009)
Pour les articles homonymes, voir Loi de Murphy (homonymie).
Pour plus de détails, voir Fiche technique et Distribution.
La Loi de Murphy est un film français réalisé par Christophe Campos et sorti le 4 novembre 2009.

## Synopsis
La loi de Murphy est un principe empirique énonçant que "Tout ce qui est susceptible de mal tourner, tournera mal". La loi de Murphy est donc une variante de la loi de l'emmerdement maximum qui veut qu'une tartine tombe toujours du côté de la confiture... Après quatre ans de prison, Elias effectue sa réinsertion dans un hôpital. Il travaille comme brancardier. Dans cinq heures, sa conditionnelle arrivera à terme. Il pourra prendre un nouveau départ et tirer un trait sur le passé. Mais voilà, c'est sans compter sur la loi de Murphy et sa jolie brochette d'emmerdements maximums. Car des diamants volés pourraient jouer les prolongations.
En effet, un braquage de diamants a lieu au début de la soirée et un concours de circonstances conduit les différents protagonistes de ce braquage à l'hôpital, dont le propriétaire des diamants, et Rudy, l'ex codétenu, qui sait où sont cachés les diamants, admis aux urgences. Les frères Ortega, des caïds frappadingues, veulent lui faire la peau à Rudy. L'hôpital devient leur QG. Les flics débarquent à leur tour et flairent du louche. Panique générale. Rien ne va plus pour Elias. Les galères lui collent aux basques : l'inspecteur Verlun rêve de lui passer les menottes. Son chef, le Dr Moreau, vit mal ses prises d'initiatives et le pousserait bien vers la porte de sortie. Enfin, cerise sur La loi de Murphy : les diamants sont toujours introuvables. Quant à Elias, il essaie de sauver tout ce qui peut l'être contre vents et marées : sa peau, son ami, son boulot...

## Fiche technique
- Réalisation : Christophe Campos
- Scénario : Christophe Campos, Mabrouk El Mechri et Laurent Vïrzkïnam
- Musique : Loïc Dury et Christophe Minck
- Mixage : Fabien Devillers
- Distribution des rôles : Colomba Falcucci
- Coordination des cascades : Alain Bour
- Sociétés de production : Gaumont
- Soutiens à la production : Canal+ et TPS Star
- Société de distribution : Gaumont
- Genre : comédie
- Durée : 94 minutes
- Date de sortie : France : 4 novembre 2009

## Distribution
- Pio Marmaï : Elias
- Guy Lecluyse : Émile
- Fanny Valette : Vera Saint-Jean
- Dominique Pinon : Rudy Lopez
- Omar Sy : Joachim Ortega / Célestin, le père de Joachim
- Karim Belkhadra : Nino Ortega
- Bruno Ricci : Luciano Ortega
- Fred Saurel : Hugo Serrano
- Jean-Michel Noirey : l'inspecteur Verlun
- Patrick Hautier : sergent Benisti
- Michel Duchaussoy : le directeur des urgences
- Jonathan Lambert : le docteur Moreau
- Manon Le Moal : Gladys
- Anne Caillon : l'obstétricienne
- Fred Testot : le responsable de la morgue / le réceptionniste / le candidat du jeu TV / le père de Luciano
- Serge Larivière : le diamantaire
- Antoine Coesens : le mari violent
- Jean-Gilles Barbier : le colosse
- Lilly-Fleur Pointeaux : Nina
- Antonio Fargas : le spécialiste
- Ariane Brodier : une infirmière

## Accueil
Le film a été mal reçu. Le site Allociné affiche une note de 2/5 de la part du public et 1,8/5 de la part de la presse. Au box-office, il n'a cumulé que 51 938 entrées.